# Chisong (sockenhuvudort i Kina, Jilin Sheng, lat 42,58, long 127,01)
Chisong är en sockenhuvudort i Kina. Den ligger i provinsen Jilin, i den nordöstra delen av landet, omkring 210 kilometer sydost om provinshuvudstaden Changchun. Antalet invånare är 4 690. Befolkningen består av 2 287 kvinnor och 2 403 män. Barn under 15 år utgör 16,0 %, vuxna 15-64 år 75 %, och äldre över 65 år 7,0 %.
Runt Chisong är det ganska glesbefolkat, med 48 invånare per kvadratkilometer. Närmaste större samhälle är Na'erhong, 12,4 km norr om Chisong. Omgivningarna runt Chisong är en mosaik av jordbruksmark och naturlig växtlighet.
Genomsnittlig årsnederbörd är 1 150 millimeter. Den regnigaste månaden är juli, med i genomsnitt 267 mm nederbörd, och den torraste är januari, med 12 mm nederbörd.